# Żerniki (powiat obornicki)
Żerniki – wieś sołecka w Polsce położona w województwie wielkopolskim, w powiecie obornickim, w gminie Oborniki.
Wieś szlachecka Zerniki położona była w 1580 roku w powiecie poznańskim województwa poznańskiego. W latach 1975–1998 miejscowość należała administracyjnie do województwa poznańskiego.